# هوس‌افزا
هوس‌افزا یا افرودیزیاک (به انگلیسی: Aphrodisiac) یا داروی عشق، ماده‌ای است که مایهٔ افزایش میل جنسی می‌شود. هوس‌افزایان، منفک از داروهای اختلال نعوظ و باروری مردان برشمرده می‌شوند. واژهٔ افرودیشاک، از نام آفرودیته، الههٔ عشق در یونان باستان اقتباس شده است.

## انواع هوس‌افزا
کاهش هورمون جنسی تستوسترون که در مردان سبب ظهور لیبیدو می‌شود، باعث بروز یائسگی در زنان بالای شصت سال است. مکمل‌های غذایی حاوی تستوسترون، نوعی هوس‌افزای به‌شمار می‌روند.
فرآورده‌های فنتیل‌آمین، همچون آمفتامین و مت‌آمفتامین از دیگر انواع هوس‌افزاها هستند. به علاوه، برخی داروهای ضدافسردگی مانند بوپروپیون نیز هوس‌افزا شمرده می‌شوند.
یوهمبین، عسل دیوانه، پیاز، قرص کمر و مگس اسپانیایی در برخی فرهنگ‌ها، هوس‌افزا برشمرده شده‌اند، اگرچه شواهد علمی برای تأیید آنها وجود ندارد.